# 小行星3383
小行星3383（英語：3383 Koyama）是一颗围绕太阳公转的小行星。1951年1月9日，卡尔·威廉·雷睦斯在海德堡发现了此天体。
这颗小行星的绝对星等为139.5823779080794等。